# 達木蒙古
達木蒙古，達木在今西藏自治区拉萨市当雄县。
清代初年就有蒙古族遊牧。清世宗雍正元年（1723年），青海蒙古罗卜藏丹津兵败，属下和硕特蒙古逃往達木。清高宗乾隆十五年（1750年）達木蒙古由驻藏大臣直接管辖；四旗在札喜汤，二旗在汤宁，一旗在五佛山，北靠拉干山，南接前藏。一旗在格拉，东北临哈拉乌苏（羅馬化：Khar Us，蒙古語意为“黑水”，今那曲），西接后藏。